# Jacqueline Delubac
Jacqueline Delubac (* 27. Mai 1907 in Lyon als Isabelle Jacqueline Basset; † 14. Oktober 1997 in Créteil) war eine französische Theater- und Filmschauspielerin. In den 1930er Jahren spielte sie erfolgreich in mehreren Stücken und Filmen von Sacha Guitry mit, den sie 1935 heiratete. Sie gehörte in dieser Zeit zu den bekanntesten Darstellerinnen in Frankreich und galt wegen ihrer modebewussten Erscheinung als Musterbeispiel der eleganten Pariserin. Nach Beendigung ihrer Bühnenkarriere widmete sie sich dem Aufbau einer Kunstsammlung, in der sich überwiegend Arbeiten von Künstlern des 20. Jahrhunderts befanden. Nach ihrem Tod hinterließ sie dem Musée des Beaux-Arts in Lyon bedeutende Werke ihrer Sammlung sowie aus dem Nachlass ihres zweiten Mannes, des Diamantenhändlers Myran Eknayan.

## Leben

### Jugend
Jacqueline Delubac kam 1907 in Lyon als Tochter des Kaufmanns Henri Basset und seiner Frau Isabelle, geborene Delubac, zur Welt. Henri Basset starb bereits 1911, als seine Tochter erst vier Jahre alt war. Isabelle Basset zog danach mit Jacqueline zu ihren Eltern nach Valence, wo der Großvater mütterlicherseits als Seidenhändler tätig war. Hier verbrachte Jacqueline Delubac ihre Kindheit. Schon früh zeigte sich ihr künstlerisches Talent. Im Alter von 13 Jahren veröffentlichte die Zeitschrift Les Marges, revue de littérature et d’art ein Gedicht der erst Dreizehnjährigen. Zusammen mit ihrer Mutter ließ sie sich 1928 in Paris nieder. Sie nahm Gesangs- und Tanzunterricht und trat auf der Bühne fortan mit dem Geburtsnamen ihrer Mutter auf.

### Beginn der Schauspielkarriere
Als Jacqueline Delubac debütierte sie 1928 in einer Revue von Rip (Georges-Gabriel Thenon) im Théâtre des Bouffes-Parisiens. 1930 trat sie im Théâtre de l’Empire in einer Revue auf, in der sie Tanzdarbietungen von Josephine Baker nachahmte. Als Schauspielerin trat sie im selben Jahr in einer Nebenrolle in dem Stück Étienne von Jacques Deval im Théâtre Saint-Georges auf. Parallel begann sie ihre Kinokarriere und drehte 1930 ihren ersten Film Chérie unter der Regie von Louis Mercanton. Es folgte eine Nebenrolle in dem Film Marions-nous (1931) ebenfalls von Mercanton und Une Brune piquante (1932) von Serge de Poligny.

### Zusammenarbeit mit Sacha Guitry
1931 lernte Jacqueline Delubac den Dramatiker, Theaterregisseur und Schauspieler Sacha Guitry kennen. Er verpflichtete sie für eine Rolle in seiner Komödie Villa à vendre, in der er im Théâtre de la Madeleine an ihrer Seite spielte. Die beiden setzten ihre Zusammenarbeit fort, und Delubac trat in zahlreichen Stücken von Guitry auf, der immer wieder mit ihr gemeinsam auf der Bühne stand. So spielte sie 1933 die Hauptrolle in der Komödie Châteaux en Espagne am Théâtre des Variétés, trat am selben Theater in Mon double et ma moitié auf und hatte eine Rolle in L’École des philosophes im Théâtre du Palais des Beaux-Arts in Brüssel. Hinzu kam ein Gastspiel in Son père et lui im Théâtre des Célestins in Lyon. Im selben Jahr wurden Delubac und Guitry auch privat ein Paar, und sie zog in seine Wohnung in einem Hôtel particulier in der Pariser Avenue Élisée-Reclus ein. 1934 folgten weitere Auftritte in Guitrys Stücken L’Illusionniste im Théâtre des Variétes, und Le Nouveau Testament im Théâtre de la Madeleine. Jacqueline Delubac heiratete am 15. Februar 1935 den 22 Jahre älteren Sacha Guitry. Für sie war es die erste Ehe, für ihn bereits die dritte. Auf der Bühne war sie in diesem Jahr in La Fin du monde zu sehen, einem weiteren Stück von Guitry, das am Théâtre de la Madeleine aufgeführt wurde. Danach gastierte sie mit diesem Stück im Daly’s Theatre in London und in Italien. Im selben Jahr überredete sie Guitry, erstmals für das Kino zu arbeiten. Der im April und Mai 1935 gedrehte Film Bonne chance! – Delubac spielte die Rolle der Marie Muscat – war die erste gemeinsame Arbeit fürs Kino. Es folgten weitere Filme, bei denen Guitry häufig seine eigenen Theaterstücke für das Kino bearbeitete und in denen er meist selbst mitspielte. Delubac hatte unter Guitrys Regie allein 1936 Filmrollen in Le Nouveau Testament (als Juliette Lecourtois), Mon père avait raison (als Loulou), Le Roman d’un tricheur (als Henriette Gertrude Bled), Faison un rêve (als Elle) und Le Mot de Cambronne. Zudem spielte sie im selben Jahr auf der Bühne des Théâtre de la Madeleine in den Stücken Mon père avait raison, Geneviève und Le Mot de Cambronne (als La servante). Ebenfalls dort folgte 1937 die Rolle der Claudine André in Quadrille, wiederum ein Stück von Guitry. Quadrille wurde im selben Jahr von Guitry verfilmt, der neben Delubac und Gaby Morlay eine Hauptrolle spielte. Delubac (als Odette Cléry) und Guitry arbeiteten zudem in dem Film Désire zusammen. Zu ihren größten Erfolgen gehörte der ebenfalls 1937 gedrehte Film Les Perles de la Couronne (Die Perlen der Krone), den Guitry zusammen mit Christian-Jaque verwirklichte. An der Seite von Guitry und Raimu spielte Delubac in diesem Film gleich drei Rollen: Françoise Martin, Maria Stuart und Joséphine de Beauharnais. 1938 arbeiteten Delubac und Guitry wiederum in mehreren Produktionen zusammen. Bei der Neuinszenierung von Guitrys Stück Le Comédien im Théâtre de la Madeleine spielte Delubac die Rolle der Jacqueline Maillard. Weiter nahm sie die Rolle der Andrée Armand in dem nach einem Theaterstück von Guitry gedrehten Film L'Accroche-cœur von Pierre Caron an. Guitry schrieb zudem die Handlung des Films Remontons les Champs-Élysées, indem er selbst in mehreren Rollen auftrat und Delubac die Flora spielte. Ein Höhepunkt ihrer Zusammenarbeit war ein Auftritt im Élysée-Palast während des Staatsbesuches des britischen Königs Georg VI. und seiner Frau Elizabeth. Guitry und Delubac spielten auf Einladung des französischen Präsidenten Albert Lebrun vor dem Königspaar und weiteren Gästen den von Guitry zu diesem Anlass geschriebenen Einakter Dieu sauve le Roy! Am 3. November 1938 hatte das Stück Un monde fou am Théâtre de la Madeleine Premiere. Guitry trat in diesem von ihm geschriebenen Stück wiederum selbst auf, und Delubac übernahm die Rolle der Mademoiselle Putifat. Es war die letzte Zusammenarbeit von Guitry und Delubac, bevor sie sich im Dezember des Jahres trennten. Die Scheidung erfolgte am 5. April 1940.

### Weitere Karriere als Schauspielerin
Nach der engen Zusammenarbeit mit Guitry, setzte Delubac ihre Schauspielkarriere mit wechselnden Regisseuren fort. So übernahm sie 1939 im Film Jeunes Filles en détresse unter der Leitung von Georg Wilhelm Pabst die Rolle der Pola d’Ivry und spielte in Dernière Jeunesse die Figur der Marcelle. Regie führte bei diesem Film Jeff Musso und an ihrer Seite trat erneut Raimu auf, mit dem sie bereits in Perles de la Couronne zusammen gearbeitet hatte. 1940 folgten drei weitere Kinofilme. In La Comédie du bonheur von Marcel L’Herbier übernahm sie an der Seite von Michel Simon die Rolle der Anita, spielte in Le Collier de chanvre von Léon Mathot die Figur der Lady Gladys Carter-Fawcett und wirkte in L’Homme qui cherche la vérité von Alexander Esway mit. Hier tat sie als Jacqueline Diel erneut an der Seite von Raimu auf. 1941 kehrte sie zurück auf die Theaterbühne und spielt die Francine Chanal in La main passe von Georges Feydeau am Théâtre des Mathurins. Die Bühnenkostüme für diese Aufführung entwarfen der Schriftsteller und Maler Jean Cocteau und der Modeschöpfer Robert Piguet. Ebenfalls 1941 drehte sie unter der Regie von Maurice Tourneur den Film Volpone und übernahm die Rolle der Colomba.
1944 folgten weitere Auftritte am Theater. So spielte sie in Je vivrai un grand amour von Steve Passeur am Théâtre des Mathurins und in Trois douzaines de roses rouges von Georges Delance und Antonio de Benedetti. Mit diesem Stück gastierte sie 1948 am Théâtre des Célestins in Lyon und ging 1949 auf Tournee nach Marseilles, Algerien, Belgien und in die Schweiz. Zuvor war sie bereits 1945 auf Tournee in Südamerika unterwegs. Zusammen mit einer Gruppe Schauspielern unter der Leitung von Jean Marchat trat sie dort in den Stücken La Parisienne von Henry Becque, Le Misanthrope (Der Menschenfeind) von Molière, Histoire de rire von Armand Salacrou und Je vivrai un grand amour von Steve Passeur auf. Ebenfalls 1945 entstand der Film J’ai dix-sept ans von André Berthomieu, in dem sie die Rolle der Suzanne spielte. In Molieres Le Misanthrope trat sie 1947 im Pariser Théâtre des Mathurins erneut auf. 1948 folgten weitere Theaterrollen. So trat sie in N’empêchez pas la musique von Fabien Régnier am Théâtre de Poche in Genf und am Pariser Théâtre des Mathurins auf und ging mit Tous les deux von Michel Dulud auf Theatertournee durch die großen Städte Frankreichs und gastierte im Théâtre royal du Parc in Brüssel. 1949 war sie als Madame de Lannier in dem Film Le Furet von Raymond Leboursier zu sehen. Ihren letzten Film drehte sie 1950. In La vie est un jeu von Raymond Lebroursier spielte sie an der Seite von Louis de Funès die Rolle der Evanella. Im selben Jahr trat sie am Théâtre de la Potinière in Paris in Ce cher trésor von Pierre Maudru und Andre Rivollet auf. Es folgte 1951 eine Rolle in La Jeune Veuve von Antonio de Benedetti am Théâtre Monceau. Jacqueline Delubac beendete 1951 ihre Karriere als Film- und Theaterschauspielerin. Sie spielte insgesamt in 27 Theaterrollen und in 25 Kinofilmen mit. Unter dem Titel Faut-il épouser Sacha Guitry? veröffentlichte sie 1976 ihre Erinnerungen als Schauspielerin.

### Der Modestil von Jacqueline Delubac
In den 1930er Jahren galt Delubac mit ihren feinen Gesichtszügen und ihrer stilvollen Garderobe als Musterbeispiel der modischen Pariserin. Seit ihrer Zusammenarbeit mit Sacha Guitry ließ sie sich exklusiv vom Modeshaus der Jeanne Paquin einkleiden, die eines ihrer Ateliers nur für Jacqueline Delubac arbeiten ließ. So bezog sie von dort bis zum Ende ihrer Schauspielkarriere 1951 ihre gesamte Bühnen- und Filmkostüme, aber auch persönliche Tages- und Abendkleider. Delubac sorgte gelegentlich mit ihrer extravaganten Kleidung für Aufsehen. Beispielsweise trug sie 1938 im Theaterstück Un Monde fou einen Herrenanzug nach dem Vorbild von Marlene Dietrich. Ihre modische Erscheinung wurde durch zahlreiche Abbildungen in Illustrierten publiziert und selbst Schriftsteller wie Jean Chalon lobten ihr elegantes Aussehen. Auch nach ihrem Rückzug von der Bühne gehörte Jacqueline Delubac zur gesellschaftlichen Oberschicht in Paris (Tout-Paris). Das Life Magazine veröffentlichte 1966 ein Foto von Bill Eppridge, bei dem Jacqueline Delubac eine Modenschau von Chanel besuchte. Sie saß bei dieser Gelegenheit in der ersten Reihe zwischen den Schauspielerinnen Barbra Streisand und Marlene Dietrich. Ihr Interesse für Mode behielt sie bis ins hohe Alter. So besuchte sie 1991 mit 84 Jahren eine Modenschau von Dior und befand sich bei dieser Gelegenheit in Gesellschaft der Designerin Paloma Picasso und der Opernsängerin Jessye Norman. Besondere mediale Beachtung fand 1972 das Dîner des Têtes Surréalistes (Sinngemäß Abendessen der surrealistischen Köpfe). Zu dieser Veranstaltung hatte Guy de Rothschild auf sein Landsitz Château de Ferrières eingeladen und seine Gäste gebeten, sich im Stil des Surrealismus zu kostümieren. Zu diesem gesellschaftlichen Ereignis kamen Gäste wie François-Marie Banier, Audrey Hepburn, Hélène Rochas, Marisa Berenson, Maria Gabriella di Savoia, Hugues Gall, Charles de Croisset, Paul-Louis Weiller und Salvador Dalí. Jacqueline Delubac trug an diesem Abend ein langes rosafarbenes Kleid mit Schleife um die Taille. Auf dem Kopf hatte sie einen schwarzen Hut gesetzt, von dem nach vorn ein grüner Apfel herab hing, der nahezu ihr gesamtes Gesicht verbarg. Vorbild für diesen vor dem Gesicht getragenen Apfel war ein Gemälde von René Magritte. Nach ihrem Tod vermachte sie 600 Stücke ihrer Garderobe (Kleider und Schuhe) aus den 1960er bis 1990er Jahren dem Musée de la Mode et du Textile in Paris. Die Autorin Dominique Sirop widmete sich in dem Buch L’élégance de Jacqueline Delubac ausführlich dem Modestil von Jacqueline Delubac.

### Die Kunstsammlerin
Spätestens 1933, als Jacqueline Delubac bei Sacha Guitry einzog, lernte sie auch dessen Kunstsammlung kennen. In der luxuriös eingerichtete Wohnung in der Avenue Élisée-Reclus befanden sich Werke von Bourdelle, Braque, Cézanne, Degas, Maillol, Matisse, Rembrandt, Renoir, Rodin, Toulouse-Lautrec, Van Dongen und Van Gogh. Nach der Trennung von Guitry verkaufte sie ihren Schmuck, den sie von ihrem Ex-Ehemann als Geschenk erhalten hatte und begann mit dem Aufbau einer eigenen Kunstsammlung. Im Dezember 1944 erstand sie in der Pariser Galerie Louis Carré das Gemälde L’Atelier aux Raisins von Raoul Dufy. In der Folgezeit, vor allem nach Beendigung ihrer Schauspielkarriere ab Mitte der 1950er Jahre, erwarb sie weitere bedeutende Arbeiten. Neben Pariser Kunsthändlern besuchte sie auch Galerien in New York. So kaufte sie 1956 in der New Yorker Filiale der Galerie von Paul Rosenberg das Gemälde Femme au chevalet von Georges Braque und erwarb in den Perls Galleries das Bild Les Deux Femmes au bouquet von Fernand Léger. Zudem besuchte sie Künstler in ihren Ateliers und erwarb Bilder direkt von ihnen. So gelangte die Komposition T. 1955-33 von Hans Hartung ein Jahr nach der Entstehung in die Sammlung Delubac. Die Sammlerin hatte sich bei Auswahl der Kunstwerke nicht auf eine Kunstrichtung festgelegt, sondern erwarb Bilder völlig unterschiedlicher Kunstströmungen. So gibt es abstrakte und gegenständliche Malerei, Bilder des Surrealismus und Kubismus, Stillleben und Porträts. Allen Bildern gemein ist lediglich der Entstehungszeitraum – die von Jacqueline Delubac erworbenen Bilder stammen alle aus dem 20. Jahrhundert. Ihr Augenmerk galt dabei immer wieder der aktuellen Kunst. Beispiel hierfür ist das Bild Le verre d’eau V. von Jean Dubuffet, das sie 1967 – im Entstehungsjahr – kaufte. Auch das 1982 erworbene Bild Carcass of Meat and Bird of Prey von Francis Bacon, war erst zwei Jahre zuvor entstanden. Ein weiteres Bild von Bacon, Study for a Bullfight, no. 2, aus dem Jahr 1967 befand sich ebenfalls in der Sammlung. Zu den weiteren erworbenen Bildern gehören Figure von Joan Miró, La Sainte Face von Georges Rouault, My Fair Lady von Jean Fautrier, Femme assise sur la plage von Pablo Picasso, Les Voies abandonnées von Victor Brauner, La Femme au couteau und La Confidence von Wifredo Lam und Composition aus dem Jahr 1955 von Serge Poliakoff. Darüber hinaus gab Jacqueline Delubac zwei Porträts von sich in Auftrag. Bernard Buffet malte 1955 das Portrait de Jacqueline Delubac, und Paolo Vallorz schuf 1960 ein Bildnis gleichen Titels.
1981 heiratete Jacqueline Delubac in zweiter Ehe den Diamantenhändler Myran Eknayan. Beide verband das Interesse für Kunst, und beide hatten eine eigene Kunstsammlung aufgebaut. Die Sammlung von Eknayan hatte jedoch einen anderen Schwerpunkt. Er besaß Werke des Impressionismus mit Bildern von Manet, Monet, Renoir und Degas sowie Arbeiten des Fauvismus von Bonnard und Vuillard. Es gab nur wenige Berührungspunkte bei den Sammlungen. So besaßen zwar beide ein Gemälde von Picasso, aber Eknayans Nu aux bas rouges ist ein Frühwerk von Picasso, das stilistisch eher dem Impressionismus zuzuordnen ist, während Femme assise sur la plage aus der Sammlung Delubac ein kubistisches Bild des Künstlers ist. Lediglich die beiden Gemälde von Georges Rouault zeigen eine nahe Verwandtschaft. La Sainte Face aus der Sammlung Delubac und Pierrot aus der Sammlung Eknayan stammen beide aus der Zeit 1938–1939 und sind im selben Stil gemalt.
Myran Eknayan starb 1985, und Jacqueline Delubac erbte die Kunstsammlung ihres Mannes. Als Ausgleich für die fällige Erbschaftssteuer, überließ sie das großformatige Gemälde Das Frühstück im Grünen von Claude Monet dem französischen Staat, der es der Sammlung des Pariser Musée d’Orsay übertrug. Darüber hinaus verkaufte sie einige der geerbten Bilder, darunter Le Lit de la bonne von Kees van Dongen. Ihre letzten Lebensjahre wohnte Jacqueline Delubac, umgeben von der gemeinsamen Kunstsammlung, in einem Appartement am Pariser Quai d’Orsay. Nur vereinzelt erwarb sie noch neue Kunstwerke für ihre Sammlung. So kaufte sie 1986 zwei abstrakte Bilder Sans titre (Ohne Titel) von Albert Bitran und 1990 direkt vom Künstler Paolo Vallorz das erst zwei Jahre zuvor entstandene Gemälde Nathalie au miroir.
Ab 1988 begann sich die kinderlose Jacqueline Delubac Gedanken über die Zukunft ihrer Sammlung zu machen. Zunächst hatte sie die Idee, die von ihrem Mann erworbenen Kunstwerke dem Musée National d’Art Moderne im Centre Georges Pompidou zu vermachen. Der Direktor des Museums, Jean-Hubert Martin, zeigte zwar durchaus Interesse an bestimmten Werken wie beispielsweise Picassos Gemälde Nu aux bas rouge, fand aber insbesondere die Gemälde des Impressionismus aus der ursprünglichen Sammlung Eknayan für sein Museum unpassend. Er stellte daraufhin den Kontakt zwischen Jacqueline Delubac und Philippe Durey, dem Direktor des Musée des Beaux-Arts in Lyon, her. Zu ihrer Geburtsstadt, aus der sie im Alter von vier Jahren mit ihrer Mutter weggezogen war, hatte Jacqueline Delubac bis dahin bis auf kurze Gastspielaufenthalte keinerlei Beziehungen. Im April 1988 besuchte sie erstmals das Musée des Beaux-Arts in Lyon und führte mit dessen Direktor in den Folgejahren wiederholt Gespräche über ein mögliches Vermächtnis. 1993 verfasste sie schließlich ihr Testament und verfügte darin, dass 35 Gemälde und Pastelle sowie 3 Skulpturen von Auguste Rodin nach ihrem Tod an das Museum in Lyon gehen sollten. Anders als ursprünglich angedacht, gehörten nicht nur Werke aus der Sammlung ihres verstorbenen Mannes, sondern auch Bilder des 20. Jahrhunderts aus ihrer eigenen Sammlung zu diesem Erbe. Sie begründete diese Entscheidung damit, dass die Pariser Museen bereits umfangreiche Sammlungsbestände hätten. Zudem wollte sie vermeiden, dass die von ihr vermachten Kunstwerke in einem Museumsdepot lagern könnten. Das Musée des Beaux-Arts in Lyon verpflichtete sich die Sammlung Delubac-Eknayan zusammenhängend in zwei nach dem Sammlerehepaar zu benennenden Sälen auszustellen. Vorab erhielt das Museum 1995 das Stillleben Poisson sur une assiette von Pierre Bonnard als Geschenk.
Jacqueline Delubac starb 1997 in einem Krankenhaus in Créteil, nachdem sie bei einem Verkehrsunfall mit einem Fahrradfahrer zusammengestoßen war. Ihr Grab befindet sich auf dem Cimetière de Garches im Pariser Vorort Garches. Das Musée des Beaux-Arts in Lyon stellte 1998 erstmals das Vermächtnis von Jacqueline Delubac aus. Seitdem sind die Werke der Sammlung Delubac-Eknayan mit Arbeiten von Monet, Manet, Renoir, Degas, Bonnard, Léger, Braque, Picasso, Modigliani, Bacon, Rodin und weiteren Künstlern in der Dauerausstellung des Museums zu sehen. 2014/2015 widmete das Musée des Beaux-Arts Jacqueline Delubac eine Sonderausstellung, in der neben ihrem Vermächtnis auch das Leben der Schauspielerin gewürdigt wurde.

## Filmografie
- 1930: Chérie – Regie: Louis Mercanton
- 1931: Marions-nous – Regie: Louis Mercanton
- 1932: Une brune piquante - court métrage – Regie: Serge de Poligny
- 1935: Bonne chance! – Regie: Sacha Guitry
- 1936: Le Nouveau Testament – Regie: Sacha Guitry
- 1936: Mon père avait raison – Regie: Sacha Guitry
- 1936: Roman eines Schwindlers (Le Roman d'un tricheur) – Regie: Sacha Guitry
- 1936: Faisons un rêve  – Regie: Sacha Guitry
- 1936: Le Mot de Cambronne – Regie: Sacha Guitry
- 1937: Quadrille – Regie: Sacha Guitry
- 1937: Désiré – Regie: Sacha Guitry
- 1937: Les Perles de la couronne – Regie: Sacha Guitry
- 1937: L’Accroche-cœur – Regie: Pierre Caron
- 1938: Remontons les Champs-Élysées – Regie: Sacha Guitry
- 1938/41: Der betrogene Betrüger (Volpone) – Regie: Maurice Tourneur
- 1939: Jeunes filles en détresse – Regie: Georg Wilhelm Pabst
- 1939: Dernière Jeunesse – Regie: Jeff Musso
- 1940: La Comédie du bonheur – Regie: Marcel L’Herbier
- 1940: Le Collier de chanvre – Regie: Léon Mathot
- 1940: L’Homme qui cherche la vérité – Regie: Alexander Esway
- 1945: J’ai dix-sept ans – Regie: André Berthomieu
- 1950: Le Furet – Regie: Raymond Leboursier
- 1951: La vie est un jeu – Regie: Raymond Leboursier

## Ehrungen
- 1985: Officier de l’'Ordre des Arts et des Lettres
- 1988: Chevalier de la Legion d’honneur
- 1997: Officier de l’Ordre national du Mérite